# Pseudothonalmus major
Pseudothonalmus major là một loài bọ cánh cứng trong họ Cerambycidae.